# Golden State Killer
Golden State Killer (GSK) er kaldenavnet på en seriemorder og voldtægtsforbryder, som myrdede mindst seks personer i de sydlige California fra 1979 til 1986. Personen er også benævnt som East Area Rapist (EAR) og Original Night Stalker (ONS). Tilnavnet Golden State Killer fik han af bloggeren Michelle McNamara, som i sin blog  True crime diary utrætteligt holdt liv i sagen. EAR-ONS (dvs. GSK) regnes som den værste seriemorder i Californiens historie.
Forbrydelser tilskrevet GSK forbindes ikke med forbrydelser begået af Richard Ramirez, kaldt Night Stalker, i 1980'erne.
I april 2018 blev Joseph James DeAngelo, en tidligere betjent i Auburn, California, anholdt af Sacramentos politi i sagen ud fra DNA-beviser.

## Mistanke og anholdelse
GSKs signatur var at liste rundt i middelklassekvarterer efter ofre bosat i etplanshuse. Han gik først efter kvinder; senere udelukkende efter par. Fra 1979/80 dræbte han også ofrene. Han sneg sig ind efter mørkets frembrud. Alle ofre blev bundet med bånd, som gerningsmanden medbragte. Man formoder, at de mandlige ofre først blev dræbt, og derefter blev de kvindelige ofre voldtaget og derefter slået íhjel. Hyppigt var ofrene ved at flytte ind eller ud, eller deres nabo var midt i en flytteproces. Man mistænkte, at GSK havde været på visningerne for at se, hvor han nemmest kunne bryde sig ind. Hans sidst kendte drab (1981 og 1986) foregik i huse, der var udlagt for salg.
I april 2018 blev Joseph James DeAngelo, en tidligere betjent i Auburn, California, anholdt af Sacramentos politi i sagen ud fra DNA-beviser. Da han blev arresteret i huset, han delte med sin 36-årige datter Misha DeAngelo og hendes 17-årige datter Zasia DeAngelo, havde han en steg i ovnen.
Ironisk nok fik politikammeret i Sacramento tidligt mistanke om, at EAR kunne være en af dem. Sendte de civilklædte patruljer til en bydel, hvor der var meldt om natlige bevægelser, slog han til et helt andet sted. Det virkede, som om han fik inside-oplysninger, og han havde råbt "Freeze!" til en kvinde, der forsøgte at undslippe. En kvinde ringede politiet om en mulig indtrænger, og blev overrasket, da betjenten ankom. Hun mente at have hørt ham udenfor et godt stykke tid forinden; hun kunne sværge på, at hun havde hørt lyden af en politiradio lige udenfor huset. Gerningsmanden ringede iblandt ofrene op efter overfaldene, og truede dem med flere voldtægter. Politiet oprettede aflytning af disse linjer i håb om at afsløre ham; men det virkede, som han vidste, hvilke linjer de aflyttede.
Mistanken om en tilknytning til politiet viste sig da også at være rigtig. DeAngelo var ansat ved Exeter politikammer 1973-76, da GSK menes at have plyndret boliger i det nærliggende Visalia. Så overgik han til Auburn politikammer i 1976, kort tid før voldtægterne begyndte. Herfra blev han afskediget i 1979, anklaget for at have stjålet blandt andet en hammer fra et supermarked i Sacramento. Efterforskningen går også ind i, om GSK kan have begået sine forbrydelser, mens han var i tjeneste. Fra omkring 1990 og frem til han blev pensionist i 2017, var han ansat ved lageret tilhørende Save Mart i Nibick Drive i Roseville.
Som EAR virkede han helt besat af sin mor. Ofre fortalte, at når han havde bundet og mishandlet dem, forsvandt han ind i et andet værelse og hulkede højt. Det ene vidne hørte ham råbe: "Moa, moa, moa!" Han fortalte et andet offer, at det at høre om overfaldene fra pressen "skræmmer min mor".
Under indbruddene forlangte EAR ofte penge, men ignorerede kontanter, der lå lige foran ham. Derimod rapsede han personlige ejendele. Tyveri var ikke hovedmotivet; som regel lod han værdisager ligge og tog i stedet småting med. Noget blev fundet på offerets tag, og i starten tænkte man sig, at han smed tyvegodset derop, men senere kom man frem til, at tingene faldt ud af hans lommer, når han flygtede over tagryggene. Fra sit første offer stjal han to pakker Winston-cigaretter, som han satte fra sig udenfor døren hos offer nr 4. Nogle smykker, han rapsede fra offer nr 3, lagde han fra sig hos offer nr 5. Tabletter eller pistolkugler stjålet hos et offer blev også efterladt i nærheden af offerets hjem. Flere gange havde hans ofre det samme efternavn.
Man havde anvendt geoprofilering i håb om at finde GSKs bosted. Baseret på gerningsstedernes beliggenhed blev San Ramon udpeget som mest sandsynligt. I virkeligheden boede han i Sacramento, hvor hans hus nu er solgt af barnebarnet Zasia DeAngelo for langt under takst.

## Ofre forEast Area Rapist(EAR)

### 1976
- 18. juni - voldtægt, Rancho Cordova, Sacramento County. EARs første offer var en 23-årig kvinde. Kl 5 om morgenen klarede hun, med bagbundne hænder, at slå nødnummeret. Gerningsmanden havde haft skimaske med huller til øjnene, og ingen bukser på. Han truede hende med kniv og beholdt hele tiden handsker på. Pigen havde forud for overfaldet fået opringninger, hvor telefonen blev lagt på, og følt, at nogen fulgte efter hende i en mørk bil. Hun fik imidlertid aldrig set, hvem der sad i den.[20]
- 17. juli - voldtægt, Carmichael, Sacramento County. En 15-årig kvinde slået ned og bundet. Hendes 16-årige søster blev truet til at holde sig på sit værelse, og telefonen revet ud af væggen.
- 29. august - indbrud, forsøg på voldtægt, Rancho Cordova. Den 12-årige datter vågnede, da EAR var i færd med at få et vindue op, vækkede sin mor, og mens de prøvede at ringe politiet, kom han ind, med maske og nøgen fra livet og ned. Mor og begge døtre klarede at flygte ud af huset og ind til naboen, der var vækket af skrigene.
- 4. september - voldtægt, Carmichael. En 29-årig kvinde var i færd med at sætte sig ind i sin bil, da en mand med skimaske lagde en hånd på hendes skulder. Han slog hende så hårdt, at hendes næse blev brækket, og slæbte hende bevidstløs ind i huset. Voldtægten var den mest brutale så langt, og pågik over flere timer. Han kørte sin vej i offerets bil, som han efterlod et stykke væk.[21]
- 5. oktober - voldtægt, Citrus Heights, Sacramento County. GSK viste sig selv at være bosat i Citrus Heights.[22] Overfaldet skete lige efter kl 6:30, da manden var gået på arbejde. Konen og deres treårige søn slumrede endnu, da hun hørte nogen løbe nedad gangen. En mand i en grønbrun skimaske kom ind i soveværelset: "Hold mund, jeg vil have dine penge, jeg gør dig ikke noget," sagde han. Parret havde været ude for et underligt indbrud et par uger før, hvor tyven tog nogle billige ringe, og til gengæld lagde flere smykker, naboerne var frastjålet, fra sig. Under voldtægten spurge han offeret, om det var "som med kaptajnen". Hendes mand var kaptajn i luftforsvaret. Han bad hende om at holde mund mindst 50 gange i løbet af overfaldet. Den lille dreng havde han lagt ned på gulvet, hvor barnet faldt i søvn. Da drengen vågnede, var EAR borte, og hans mor lå i sengen, bundet med håndklæder, som drengen tog for bandager. "Er lægen gået?" spurgte han sin mor. EAR lod sig ikke anfægte af børn; men større børn blev bundet og spærret inde i andre værelser.[23]
- 9. oktober - voldtægt, Rancho Cordova. En teenager-pige blev bagbundet og fik bind for øjnene. Hun var alene i huset, som blev ransaget.
- 18. oktober - voldtægt, Carmichael. Den niårige søn vågnede af, at hans lille hund gøede, og gik ud. Hans far var vækrejst, hans mor og lillesøster sov. Ude opdagede han en mand med maske, nøgen fra livet og ned. Drengen fik døren i, men glemte at lukke køkkenvinduet. I stedet vækkede han sin mor, der prøvede at ringe politiet, men linjen var død. EAR kom ind gennem køkkenvinduet og truede med at slå dem alle ihjel. Drengen beskrev hans øjne som blå og livløse. Med tænderne flærrede han håndklæderne og bandt mor og søn. Han gennemsøgte huset efter penge, og tog kvindens ringe. EAR sagde, at folk gjorde nar af ham, "især efter at noget skete med mit ansigt." Hun besvimede til sidst af mishandlingen.[24] Offeret boede i Kipling Drive. Man mistænkte, at EAR havde udsøgt et fornemmere boligstrøg af vrede over den manglende medieomtale. I hvert fald virkede det, for næste dag havde Sacramento bee overskriften: MAN HUNTED AS SUSPECT IN 8 RAPES, og fra nu af var der ingen mangel på presseomtale. Ved et møde på rådhuset 3. november mødte 500 opskræmte borgere frem.[25]
- 18. oktober - altså samme dag - biltyveri, Rancho Cordova. En 19-årig kvinde standsede sin bil i indkørslen og vendte sig om for at hjælpe hunden ud. I samme øjeblik blev hun revet ud af bilen, men gjorde modstand til hun fik en kniv mod halsen. Han ville have bilen og nogle penge, og forsvandt.
- 10. november - kidnapning, Citrus Heights. En 16-årig kvinde var alene hjemme med sin lille hund. Hun hørte et højt smæld; så sprang en mand med maske på ind i værelset. Hun skreg, hunden gøede. Pigen blev bagbundet og førte ud af huset og langsmed kanalen bag huset, mens hundene gøede i de forskellige ejendomme. Til sidst standsede EAR, bandt hendes ankler, løste dem igen, bandt dem, løste dem. Han skar hendes jeans af, men kunne ikke finde ud af noget og spurgte hende, om hun gik på American River-gymnasiet. Hun gik på et andet; muligvis forvekslede han hende med pigen i nabohuset. Han forklarede hende: "Jeg må vente, til mine forældre er gået, så jeg kan tage hjem." Så var han tavs en tid, før han sagde, at han ville tage afsted i sin bil. Pigen skulle vente i tyve minutter, inden hun rørte sig, ellers ville han slå hende ihjel, "og jeg vil være forsvundet i mørket."[26]
- 18. december - voldtægt, Carmichael. En 15-årig kvinde var alene hjem med forkølelse, mens hendes forældre var til julekomsammen. Hun spillede klaver, da en maskeret mand pludselig dukkede op. Hun blev bagbundet, og han sagde: "Hvis du prøver at se mit ansigt, slår jeg dig ihjel." Han ransagede huset. Så løste han hende, voldtog hende i forældrenes soveværelse og to gange i stuen, med en kniv mod halsen. Hun var det første af ofrene, som ikke havde langt hår. Men et billede af hende, som han havde flyttet på, viste, at hun indtil nylig havde haft langt hår. [24]

### 1977
- 18. januar - voldtægt i Sacramento. En husmor blev overfalde mens hendes mand var væk, og deres 1970 Chevy Malibu blev stjålet.
- 24. januar - voldtægt i Citrus Heights, hvor EAR altså selv viste sig at bo. En 25-årig kvinde blev bundet og truet med en ishakke.
- 7. februar - voldtægt igen i Citrus Heights. Ugen efter blev en 18-årig mand skudt i underlivet, da han optog jagten på en lurer i det østlige Sacramento.
- 8. marts - voldtægt i Sacramento.
- 18. marts - voldtægt i Rancho Cordova. En 16-årig kvinde blev overfaldet, da hun var hjemme for at hente nattøj, så hun kunne overnatte hos veninder.
- 2. april - voldtægt i Orangevale.
- 15. april - voldtægt i Sacramento. En 19-årig kvinde overfaldet i sit hjem midt om natten.
- 3. maj - voldtægt i Sacramento.
- 5. maj - voldtægt i Orangevale. Han holdt et ægtepar op udenfor deres hjem med et skydevåben, og voldtog så konen, mens hendes børn sov. Derefter ransagede han huset.
- 13. maj - Efter midnat hørte en familie nogen oppe på taget, og naboernes hunde begyndte at gø. Lige efter ringede en nabo dem om, at nu hørte de nogle kravle på taget hos dem. Politiet rykkede umiddelbart ud, men fandt ingen.[27] Men næste nat:
- 14. maj - voldtægt i Citrus Heights. Han holdt et ægtepar op udenfor deres hjem med et skydevåben, og voldtog så konen i mere end en time.
- 16. maj - flombelysning blev installeret og oplyste bydelen som et juletræ. Folk rev buske op og beskar alt, der kunne tænkes at udgøre et skjulested. De sov med hammere og skydevåben under puden. Mange holdt sig vågne mellem kl 1 og 4 om natten, eller sov i skift. Henved 3.000 håndvåben blev solgt i Sacramento mellem januar og maj.[28] Og alligevel:

- 17. maj - voldtægt i Del Dayo. EAR fortalte kvinden, at han ville slå nogen ihjel, hvis sagen blev gjort kendt af pressen; men til hendes mand sagde han, at han ville slå nogen ihjel, hvis sagen ikke fik omtale. Overfaldet resulterede i den første skitse af EAR. Episoden var særlig skræmmende, fordi ægteparret havde deltaget i et møde på rådhuset i november 1976, hvor politiet informerede den opskræmte befolkning om efterforskningen. Ægtemanden havde da rejst kritik mod politiet. Det kunne virke, som EAR selv havde deltaget på mødet[29] og nu ville gøre nar både af politiet og af deres kritiker.
- 28. maj - voldtægt i det sydlige Sacramento. Manden kom hjem fra sit arbejde ved midnat; det forrige overfald var sket lige ved hans arbejdsplads i Del Dayo, men ægteparret var ikke særlig bekymret, da overfaldene foregik i den østlige bydel. De var i seng, da skydedøren ud til terrassen pludselig gled op, og en mand i rød skimaske steg ind. Han sagde: "Lig helt rolig, ellers slår jeg jer alle ihjel." Han nævnede også deres treårige søn, som sov uforstyrret gennem det hele, men som han altså havde kendskab til. Han smed et reb til konen, og beordrede hende til at binde sin mand. Så blev hun selv bundet. EAR rumsterede rundt og truede dem. Han satte en stak tallerkner mod mandens ryg, så han kunne høre det, hvis manden rørte sig. Så førte han konen ind i stuen, hvor han havde lagt håndklæder på gulvet og voldtog hende adskillige gange. Han truede med, at hvis han hørte noget om overfaldet fra pressen, ville han slå to mennesker ihjel: "Jeg har fjernsynsapparater i min lejlighed og jeg kommer til at se på dem." Han stammede, når ordet begyndt med l, især listening. Parret var nylig flyttet ind i huset, og konen tænkte i eftertid på en mand, der have stået ved siden af hende under visningen, men kunne ikke huske hans ansigt.[30]
- 6. september - voldtægt i det nordlige Stockton. Det var EARs første overfald udenfor Sacramento-egnen, og han overfaldt en 27-årig husmor.
- 1. oktober - voldtægt i Rancho Cordova. En 17-årig kvinde var på besøg hos sin kæreste.
- 21. oktober - voldtægt i Antelope. Han voldtog konen og overlod til parrets to små børn at få forældrene løs fra rebene.
- 29. oktober - voldtægt i Sacramento.
- 10. november - voldtægt i Sacramento. EARs yngste offer, den 13-årige Margaret Wardlow. Både hun og hendes mor i værelset ved siden af blev bagbundet; han satte en stak tallerkner bag morens ryg.[31]
- 2. december - overfaldsforsøg. En mand brød sig ind til en kvinde og bandt hende, men to drenge fik skræmt ham væk i tide.[32]

### 1978
- 28. januar - voldtægt ved East Walnut Avenue i Sacramento. Han sparkede døren ind i et hus og voldtog to teenagere.
- 2. februar - mordene på Brian og Katie Maggiore[33] i Rancho Cordova. De var ude og lufte hunden. Det anses som GSKs første drab.[34] Brian blev skudt i brystet i naboens baggård, Katie i hovedet udenfor sit hjem. Politirapporter gengiver EAR-agtige indbrud og bevægelser i området den aften, nærmere og nærmere stedet, hvor Maggiores blev skudt ned. Flere havde set og gav en god beskrivelse af gerningsmanden, og efter skitsen blev offentliggjort, trak EAR mod vest, muligvis af frygt for at blive genkendt.[35]
- 18. marts - voldtægt i Stockton.
- 14. april - voldtægt i det sydlige Sacramento.
- 5. juni - voldtægt i Modesto.
- 7. juni - voldtægt af en 21-årig studine i hendes værelse.[36]
- 23. juni - voldtægt i Modesto.
- 24. juni - voldtægt i Davis.
- 6. juli - voldtægt i Davis.

- 7. oktober - voldtægt i Concord.
- 13. oktober - voldtægt i Concord.
- 28. oktober - voldtægt i San Ramon.
- 4. november - voldtægt i San Jose.
- 2. december - voldtægt i San Jose.[32]
- 9. december - voldtægt i Danville. En kvinde blev voldtaget i sin tidligere kærestes hus; han lod hende bo der, mens det var udlagt for salg. Tre blodhunde fandt stedet, hvor EAR var sprunget over gærdet; den nye ejer plantede kaktus på stedet. I 2011 gennemgik efterforskeren Paul Holes æsken med fund, blodhundene var kommet over: Skimasken, men også håndskrevne ark. Mad is the word (= "Rasende er ordet") begyndte det ene, skrevet af en elev, der følte sig ydmyget af sin tidligere lærer. Bag på et håndtegnet landkort stod ordet PUNISHMENT (= straf) med et spejlvendt P.[37]

### 1979
- 5. april - voldtægt i Fremont.[38]
- 2. juni - voldtægt i Walnut Creek. Hans 13-årige offer vågnede af en kniv mod halsen. Tre uger tidligere var en 17-årig babysitter blevet voldtaget på samme vis i nabolaget; og fire måneder før det var en 26-årig kvinde lykkedes i at trække masken af en overfaldsmand, der i stedet stak af.[39]
- 11. juni - voldtægt i Danville.[32]

I oktober samme år gik GSK over til at angribe par, og i den hensigt at dræbe dem.

## Ofre forOriginal Night Stalker(ONS)
- 1. oktober 1979 regnes som vendepunktet, da EAR forvandlede sig til ONS. Jennifer Horinek og Abraham Himmel, bosat i Queen Ann Lane i Goleta, vågnede af, at nogen brød sig ind ad deres køkkendør. En ung mand truede med kniv Horinek til at binde sin kæreste; så blev hun selv bundet af indtrængeren, der førte hende ind i stuen. "Nu skærer jeg halsen over på dig," fortalte han hende, men forlod stuen for at rode rundt i skuffer og skabe. Med anklerne bundet klarede Horinek at komme udenfor og skrige om hjælp. ONS trak hende ind igen, men hendes nabo, FBI-agenten Stanley Los, kom til i en fart. Det mandlige offer klarede at flygte ud i baggården, og nu gav ONS op og flygtede på en stjålet cykel. Los kastede sig ind i sin bil, men først ville den ikke starte.[40] Først i San Patricio Drive fik han øje på ONS, der imidlertid sprang af cyklen og flygtede ned mod San José-åen, der løber gennem området. Han efterlod dog vigtige spor: Hans fodaftryk i Adidas-sko, og han var ung, hvid og mørkhåret. Men derefter er der ingen flere beskrivelser, for ingen af hans senere ofre kom fra det med livet.[41]
- Den 30. december 1979 blev kirurgen John Offerman og den nyskilte psykolog Debra Manning fundet myrdet i lejligheden i Avenida Pequena,[42] lige på den anden side af San José-åen fra Queen Ann Lane, hvor det forrige overfald fandt sted. Helt atypisk angreb ONS et par bosat i et lejlighedskompleks; men bagsiden vendte ned mod San José-åen, hvor man nemt og diskret kunne slippe væk. Han brød sig ind i nabolejligheden, der stod tom, og kom frem i mørket. Offerman satte sig til modværge og blev dræbt med flere skud. Naboerne vågnede, men tog dem for at være nytårsraketter. Manning blev fundet bagbundet i vandsengen, dræbt med et nakkeskud. Aftryk af ONS' tennissko blev fundet i baggården, og passede med dem fra Queen Ann Lane. Aftrykkene blev også fundet i en anden baggård, hvor sønnens cykel var blev stjålet samme nat. Efter at have dræbt parret, rodede ONS resterne af deres julemiddag frem og spiste den.[43]
- 30. marts 1980 blev ægteparret Charlene og Lyman Smith fundet dræbt hjemme i Ventura. Begge lå i sengen med knust hoved.[44]
- Den 19. august 1980 blev det unge par Keith og Patrice Harrington fundet dræbt i hans fars hus i 33381 Cockleshell Drive, Dana Point. Der var mærker efter, at parret havde været bundet på håndled og ankler, og stumper af makramétråde blev fundet i og omkring sengen. Parret havde kun været gift i 3 måneder. Patrice var sygeplejerske i Irvine, og Keith medicinstuderende ved byens universitet. Hans far Roger fandt de dræbte; begge lå på maven, og sengen under var gennemtrukket af blod. Der var ingen tegn til kamp eller indbrud, skønt den ene skyvedør muligvis havde været ulåst. ONS havde taget drabsvåbenet med sig, ligesom året efter, da han dræbte Manuela Witthuhn. Han havde ønsket at pine Patrice mest mulig; Keith var dræbt først, derefter var hun blevet voldtaget. Det påfaldende ved ONS var hans iskolde planlægning set i forhold til det raseri, der kom til udtryk under drabene.[45]

- Den 5. februar 1981 blev den 28-årige bankfunktionær Manuela Witthuhn myrdet i sit hjem i Columbus nr 35 i Irvine. Hendes mand David lå på sygehus; muligvis uventet for ONS, der nu kun gik løs på par. Han havde pint hende så længe, at hun var begyndt at brække sig.[46] Ofrets håndled havde dybe mærker efter at være bundet, men der blev hverken fundet bånd eller mordvåben på gerningsstedet. Hendes hoved var knust af slag fra en tung lampe, der var fjernet fra hjemmet. Parrets fjernsyn var slæbt ud i baghaven og hen til et gærde, der havde mærker som efter, at nogen havde forceret det.[47] Enkemanden giftede sig med en kollega af sig, Rhonda, hvad der fik politiet til at mistænke ham for at have bestilt drabet på sin første kone; og da Janelle Cruz blev dræbt i 1986, blev David igen hentet ind til afhøring, skønt Manuelas morder generede parret ved opringninger, så også Rhonda frygtede for sit liv. David begyndte til sidst at drikke, blev skilt fra Rhonda, mistede alt og blev hjemløs. Han døde i 2008, og oplevede derfor ikke, at hans første kones morder er taget.[48]
- 27. juli 1981 blev den 27-årige Greg Sanchez og hans 35-årige kæreste Cheri Domingo[49] dræbt i et hus, 449 Toltec Way i Goleta, som hun passede for ejeren, mens det var udlagt for salg. Domingo lå på maven på sengen, havde været bagbundet og fået hoved knust af den samme genstand, som ONS havde dræbt Sanchez med. Ruden var fjernet fra vinduet i det ene badeværelse, der også var skærmet af buske. Sådan fik ONS fat i et håndtag og fik døren op. En rørtang manglede. Men nu fulgte et langt afbrud i hans drabsaktiviteter. Sanchez var veltrænet; det må have skræmt ONS at stå overfor ham som modstander. Domingo efterlod sig en 15-årig datter, Debbi, hvis liv kørte helt af sporene efter drabene,[50] men hun blev afvænnet fra metamfetamin og arbejdede som fængselsbetjent, da hun tilfældigt så et true crime-program, hvor det fremkom, at hendes mor var blevet dræbt af en seriemorder.[51]
- Den 4. maj 1986 blev den 18-årige Janelle Lisa Cruz fundet voldtaget og dræbt i sit hjem i Encina nr 13 i Irvine af en mægler, der skulle sælge huset. ONSs kone var da gravid med deres andet barn, hvad der kan have stresset ham, så han igen begik et drab;[52] men efter sammenstødet med Sanchez turde han ikke igen at angribe et hjem med en mand til stede. Her var pigens mor og stedfar på ferie i Mexico. Cruz havde haft en trist, omflakkende opvækst med New Jersey og California som yderpunkterne; hendes mor havde introduceret hende for en række skiftende kærester; de færreste behandlede pigen godt. Som 15-årig blev hun neddopet og voldtaget af sin bedste venindes far. Cruz' familie anmeldte overgrebet, men gerningsmanden var militær og fik kolleger til at true Cruz-familien til at droppe sagen. Cruz begyndte efterfølgende med selvskade og gik kun i sort tøj; hun brugte kokain for at gå ned i vægt. Hendes mor afleverede hende i tur og orden til KFUK, korttidsterapi ved psykiatriske sygehuse og til arbejdstræning i Utah, hvor pigen tog studentereksamen. I Irvine tilmeldte hun sig det lokale college og arbejdede på en fastfood-kafé. Cruz' sidste aften i live tilbragte hun i selskab med en kollega derfra. Han fulgte hende hjem, hvor hun læste nogle af sine digte op for ham, inden han gik hjemad. Et par gange havde de hørt lyde udefra, men Cruz bortforklarede dem som lyde fra "kattene" og fra "vaskemaskinen". Næste dag blev hun fundet med panden knust; tre tænder var slået ud, to af dem blev fundet i hendes hår.[53] En rørtang savnedes af Cruz' stedfar og var sandsynligvis mordvåbnet.[54][55]

Cruz' mor og lillesøsteren Michelle levede derefter i frygt i 32 år; de turde ikke være alene hjemme. Janelle Cruz er det sidst kendte offer for GSK.